# John Tomlinson (basse)
Pour les articles homonymes, voir Tomlinson.
John Tomlinson (né le 22 septembre 1946 à Accrington dans le Lancashire en Angleterre) est une basse britannique qui a quelquefois chanté dans le registre de baryton-basse (Wotan au Festival de Bayreuth en 1993, sous la direction de Daniel Barenboïm).
Disciple d'Otakar Kraus, c'est un des chanteurs les plus polyvalents de sa génération, ayant aussi bien interprété le répertoire de son pays (de Henry Purcell à Benjamin Britten) que les grands rôles germanophones et slavophones.

## Discographie sélective
- Marc-Antoine Charpentier, Judith H.391, Colette Alliot-Lugaz, Lynda Russel, sopranos,  John York-Skinner, contre-ténor, Anthony Roden, Michael Goldthorpe, ténors,  John Tomlinson, Richard Jackson, basses, English Bach Festival Chorus, English Bach Festival Baroque Orchestra, LP Erato STU 71282 (enregistré à All Saints Church Tooting Graveney - Londres mars 1979).